# Dawson River (vattendrag i Australien, New South Wales)
Dawson River är ett vattendrag i Australien. Det ligger i delstaten New South Wales, i den sydöstra delen av landet, omkring 250 kilometer nordost om delstatshuvudstaden Sydney.
Omgivningarna runt Dawson River är en mosaik av jordbruksmark och naturlig växtlighet. Runt Dawson River är det glesbefolkat, med 12 invånare per kvadratkilometer. Genomsnittlig årsnederbörd är 1 825 millimeter. Den regnigaste månaden är februari, med i genomsnitt 359 mm nederbörd, och den torraste är oktober, med 41 mm nederbörd.